# Sienica (województwo pomorskie)
Sienica (kaszub. Senica) – kolonia w Polsce w województwie pomorskim, w powiecie chojnickim, w gminie Czersk. 
Kolonia borowiacka, wchodzi w skład sołectwa Krzyż.
W latach 1975–1998 miejscowość administracyjnie należała do województwa bydgoskiego.

## Historia
W wieku XIX kolonia stanowiła folwark w ówczesnych dobrach Klodnia